# Acantiza daurada
L'acantiza daurada (Acanthiza nana) és una espècie d'ocell de la família dels acantízids (Acanthizidae) que habita boscos, conreus i ciutats del nord-est de Queensland, est de Nova Gal·les del Sud, Victòria i sud-est d'Austràlia Meridional.